# خون سیاوشان
درخت خون سیاوشان (نام علمی: Dracaena cinnabari) و (به عربی: «دم العنقاء» یا «دم الأخوين») که با نام درخت خون اژدها هم شناخته می‌شود، درختی است بومی جزایر سقطری یمن. این نام را به خاطر شیره سرخ‌رنگی که از آن می‌تراود به آن داده‌اند. نام‌های دیگر قدیمی آن شیان و شیانه است.
این درخت قطره‌های باران را از راه تنه‌های ریشه‌مانند هوایی خود به سوی ساقه اصلی هدایت می‌کند و با شکل چتر مانند خود از تبخیر سریع در پیرامون ریشه‌ها خود جلوگیری می‌کند. درخت خون اژدها در ماه فوریه گل می‌دهد و تا شکفتن کامل گل آن پنج ماه به‌درازا می‌کشد.
شمار و کیفیت این درخت‌ها امروزه همواره رو به کاهش است.

## نام‌های دیگر
از نام‌های دیگر خون سیاوشان، می توان به اِیدَع، قاطر، شیان، شیانه، دم الاخوین، دم الثُعبان و دم التنین اشاره کرد.